# Manfred Winkelhock

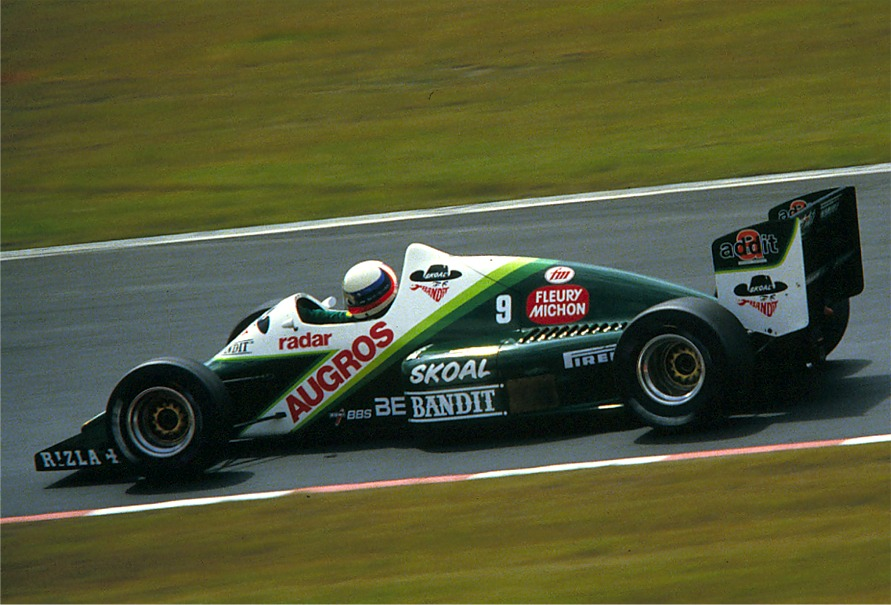
Imatge de Winkelhock al circuit de Nürburgring l'any 1985.

 Manfred Winkelhock  va ser un pilot de curses automobilístiques alemany que va arribar a disputar curses de Fórmula 1. Era germà de Joachim Winkelhock i pare de Markus Winkelhock, també pilots de Fórmula 1.
Va néixer el 6 d'octubre del 1951 a Waiblingen, Alemanya i va morir en un accident pilotant un monoplaça en una cursa al circuit de Mosport el 12 d'agost del 1985.

## A la F1
Manfred Winkelhock va debutar a la dotzena cursa de la temporada 1980 (la 31a temporada de la història) del campionat del món de la Fórmula 1, disputant el 14 de setembre del 1980 el G.P. d'Itàlia al circuit d'Imola.
Va participar en un total de cinquanta-sis curses puntuables pel campionat de la F1, disputades en cinc temporades diferents (1980 i 1982-1985), aconseguint una cinquena posició com millor classificació en una cursa i assolí dos punts pel campionat del món de pilots.

## Resultats a la Fórmula 1
| Any  | Equip                  | Xassís  | Motor    | 1      | 2         | 3         | 4       | 5       | 6         | 7         | 8         | 9       | 10      | 11      | 12      | 13      | 14      | 15      | 16     | Posició | Punts |
| ---- | ---------------------- | ------- | -------- | ------ | --------- | --------- | ------- | ------- | --------- | --------- | --------- | ------- | ------- | ------- | ------- | ------- | ------- | ------- | ------ | ------- | ----- |
| 1980 | Warsteiner Beer Arrows | Arrows  | Cosworth | ARG    | BRA       | SUD       | O.USA   | BEL     | MON       | FRA       | GBR       | ALE     | AUT     | HOL     | ITA NVQ | CAN     | USA     |         |        | -       | 0     |
| 1982 | Team ATS               | ATS     | Cosworth | SUD 10 | BRA 5     | O.USA Ret | SMR DSQ | BEL Ret | MON Ret   | E.USA Ret | CAN NVQ   | HOL Ret | GBR NVQ | FRA 11  | ALE Ret | AUT Ret | SUI Ret | ITA NVQ | LVG NC | 24è     | 2     |
| 1983 | Team ATS               | ATS     | BMW      | BRA 16 | O.USA Ret | FRA Ret   | SMR 11  | MON Ret | BEL Ret   | E.USA Ret | CAN 9     | GBR Ret | ALE NVQ | AUT Ret | HOL DSQ | ITA Ret | EUR 8   | SUD Ret |        | -       | 0     |
| 1984 | Team ATS               | ATS     | BMW      | BRA    | SUD Ret   | BEL Ret   | SMR Ret | FRA Ret | MON Ret   | CAN 8     | E.USA Ret | USA 8   | GBR Ret | ALE Ret | AUT NVS | HOL Ret | ITA NVS | EUR     |        | -       | 0     |
| 1984 | MRD International      | Brabham | BMW      |        |           |           |         |         |           |           |           |         |         |         |         |         |         |         | POR 10 | -       | 0     |
| 1985 | Skoal tobacco F1 Team  | RAM     | Hart     | BRA 13 | POR NC    | SMR Ret   | MON NVQ | CAN Ret | E.USA Ret | FRA 12    | GBR Ret   | ALE Ret | AUT     | HOL     | ITA     | BEL     | EUR     | SUD     | AUS    | -       | 0     |

### Resum
| Curses: | Victòries: | Pòdiums: | Poles: | Voltes ràpides: | Punts: |
| ------- | ---------- | -------- | ------ | --------------- | ------ |
| 56 (47) | 0          | 0        | 0      | 0               | 2      |